# Громадський транспорт Торонто
Громадський транспорт міста Торонто
Поява громадського транспорту Торонто датується 1849 роком, коли з'явилися перші диліжанси*. Сьогодні, міський транспорт, насамперед, складається з системи метрополітенів, автобусів, трамваїв, маршрут яких займає понад 1200 км (750 миль) та якими керує Транзитна Комісія Торонто, а також міжрегіональні залізничні та автобусні рейси, що забезпечує компанія Go Transit.

## Історія розвитку

### Автобусні лінії компанії Вільямс Омнібас (Williams Omnibus Bus Line) (1849—1862)
Компанія була заснована в 1849 році й стала першою головною транспортною системою міста. На той час вона налічувала чотири диліжанси, їх маршрут починався від ринку Святого Лаврентія (St.Lawerence Market) та закінчувався у передмісті Торонто, селище Йорквіль (Yorkville Town Hall).
Міжрегіональна автобусна лінія Вільямс Омнібас була першою системою громадського транспорту старого міста Торонто (провінція Онтаріо, Канада), що мала чотири автобуси для шістьох пасажирів.
Створенні у 1849 році місцевим майстром Бертом Вільямсом, чотири диліжанси починали рейс з ринку Святого Лаврентія і прибували до готелю Ред Лайон (Red Lion Hotel) у передмісті Йорквіль (Yorkville). Із самого початку, автобусна лінія успішно працювала, а в 1850 у складі компанії з'явилося ще чотири великі диліжанси. З часом транспорту ставало все більше і працював він майже через кожні кілька хвилин. У 1861 році, місто надало 30-річну франшизу*міській залізничній компанії Торонто, яка збудувала спеціально відведену лінію транспорту для екіпажу, що перевозив транспорт, та колії, куди поміщалися колеса диліжансу. Автобусна система працювала до 1862,після чого була викуплена залізничною компанією міста.

### Міська залізниця Торонто (Toronto Street Railway) (1861—1891)
Після того як транспорт компанії Вільямс Омнібас став занадто перевантаженим у 1861,Торонто надало транспортну перевагу міському залізничному транспорту з кінним екапажем (Постанова 14,підзаконний акт 353). Переможцем стала компанія Олександра Істона, яка вперше відкрила залізничну лінію Канади 11 вересня 1861 року, рейсом від ратуші передмістя Йорквіль (Yorkville Town Hall) до ринку Святого Лаврентія (St.Lawerence Market). Друга лінія була створена вулицею Квін Стріт (Queen Street). На всіх інших маршрутах працював транспорт автобусних ліній Вільям Омнібас. До 1868,залізниці перейшли під управління власників облігацій, а у 1869 компанія була продана. У 1873 році було засновано нове акціонерне товариство, але під старю назвою.
У 1874 році товариство розширилося і було замовлено нові транспортні засоби. Було збудовано нові маршрути, доки 30-річна франшиза не закінчилася 21 березня 1891 року. Міський уряд не довго керував транспортною системою, тому незабаром,1 вересня 1891 року, було обрано нову компанію, ще на 30 років управління — Залізничній компанії Торонто (Toronto Railway Company) на чолі з Джеймсом Россом і Вільямом Маккензі.

### Залізнична компанія Торонто (Toronto Railway Company) (1891—1921)
Залізнична компанія була першим власником трамваїв, що не використовували кінний екіпаж. Вона була заснована завдяки партнерству Джеймса Росса та Вільяма Маккензі. У 1891 році була надано нову 30-річну франшизу для модернізації транспортних операцій після попередньої, що використовувала для перевезення транспорту кінну тягу. Наприкінці строку першої франшизи міської залізниці Торонто, в місті було прокладено залізничний шлях на 8 місяців, який потім було зруйновано через новий акціонерний вклад ЗКТ. Перший автомобіль з механічним двигуном був випущений 15 серпня 1892 року, а 31 серпня 1894 року було востаннє використано диліжанс, який відповідав вимогам франчайзингу*. ТКТ було створено у 1921,коли закінчився договір ЗКТ.

### Міські залізно-дорожні станції Торонто (Toronto Civic Railways) (1912—1921)
У місті виникла проблема з інтерпретацією умов франчайзингу. Серія окупацій, особливо у 1908—1912 роках, значно розширила території міста, включаючи такі райони, як Доверкурт (Dovercourt), Ерлскур (Earlscourt), схід Торонто, Мідуей (Midway) (колишня частина Торонто та східної його частини), північ і захід Торонто. Після багатьох спроб примусити ЗКТ прокласти маршрути в ці райони, міський уряд створив власну міжміську залізничну програму аби нарешті зробити заплановане і все ж таки побудував кілька маршрутів. Постійні судові засідання змусили ЗКТ збудувати нові транспортні засоби, але як виявилося, вони були надто застарілі. Коли у 1921 році франшиза ЗКТ закінчилася, уряд об'єднав ЗКТ і МЗТ і створив єдину Транспортну Комісію Торонто.

### Транспортна Комісія Торонто (Toronto Transportation Commission) (1921—1953)
У 1920 році, згідно статтям Провінційного акту було створено нову організацію і після закінчення дії франчайзингу ЗКТ у 1921 році транспортна комісія підпорядкувала і об'єднала дев'ять діючих тарифних систем міста. У період з 1921 по 1953 роки ТКТ створила ще 35 нових маршрутів у межах міста і 20 міжрегіональних. Окрім того, компанія керувала 23 приміськими рейсами но основі цінових послуг. Тому члени організації відмовилися від збиткової північно-залізничної лінії Йонге (Yonge Railways).
Період Великої депресії та Другої Світової війни приніс величезний тягар на здатність муніципалітетів фінансувати свої витрати. Упродовж більшої частини 1930-х років муніципальні уряди мали самостійно сплачувати витрати на соціальну допомогу та допомогу безробітним. Компанія ТКТ зрозуміла, що, незважаючи на вплив Великої депресії, потрібно було вдосконалювати системи, тому в 1936 вона придбала один із перших новітніх спеціально створених транспортів, розробленими на засіданнях комісій президентів організацій з питань транспорту. Війна поклала кінець депресії та, у наслідок чого, збільшила міграцію сільського населення до міст. Після закінчення війни, муніципалітети зіштовхнулися з проблемою розширення і надання послуг, спрямованих на збільшення кількості населення. На жаль, єдиною комунальною установою, що процвітала в роки війни, був громадський транспорт: роботодавці були вимушені змінити години роботи аби уникнути переповнення трамваїв. Торонто продовжувало свою програму придбання автомобілів, при цьому керуючи найбільшим флотом у світі та утримуючи багатьох жителів США, що відмовлялися від трамвайної служби.

### Транзитна Комісія Торонто (Toronto Transit Commission) (1954-наш час)
Громадський транспорт був одним із найважливіших послуг, визначених засновниками Метрополітену Торонто в 1953 році. 1 січня 1954 року компанія була перейменована на Транзитну Компанію Торонто, але при цьому їй вдалося зберегти абревіатуру ТКТ і громадський транспорт був підпорядкований новому муніципалітету Метрополітену Торонто. До нової організації перейшли усі активи та обов'язки ТКТ, а також чотири незалежні автобусні лінії у передмістях. У 1954 році ТКТ стала єдиним постачальником послуг громадського транспорту в місті Торонто до створення компанії Гоу Трензіт (Go Transit) в 1968 році.

### Гоу Трензіт (Go Transit) (1968-наші часи)
Гоу Трензіт (Go Transit) — це міжрегіональна система громадського транспорту провінцій, що функціонує в конгломерації великого Торонто та Гамільтонського району, з програмами в декількох громадах Голден-Хорсшу (Golden Horseshoe)*. У мережі працюють двоповерхові дизельні поїзди та автобуси; вона з'єднується з іншими регіональними постачальниками транспорту такими як ТКТ та Віа Рейл (Via Rail).

## Сучасна транспортна система

### Повітряний та залізничний транспорт
Юніон Персон Експрес (Union Person Express) — це служба зв'язку аеропорту з містом, за допомогою залізничного транспорту. Він проходить між двома найбільш завантаженими транспортними вузлами Канади: станція Юніон Стейшн (Union Station), у центрі Торонто, та Міжнародний аеропорт Торонто, сполучаються вони лінією Гоу Трензіт Кітченер (Go Transit Kitchener), а також проходить станції Уестон (Weston) та Блур (Bloor).

### Автобуси і трамваї
Більшість мешканців міста користуються близько 150 автобусними маршрутами, багато з яких формують сітки та перехрестя вздовж головних вулиць, і всі вони (окрім трас 99 і 171,які з'єднуються з автобусними депо), сполучаються з однією або декількома станціями метро. Характерною особливістю ТКТ є система трамвайних ліній, що з небагатьох залишаються й досі дійсними на вулицях в Північної Америки. Саме у Торонто знаходиться найбільша трамвайна система Америки. Більш ніж 11 трамвайних магістралей сконцентровані в центрі міста, і всі вони мають сполучення зі станціями метрополітену. ТТК також організовує нічні автобусні маршрути, що називаються Блу Найт Нетворк (Blue Night Network). Чотири маршрути Блу Найт Нетворк (Blue Night Network) здійснюються трамваями .

### Залізничні колії та автобусні рейси
Міжрегіональні приміські залізничні та автобусні рейси надаються компанією Гоу Трензіт (Go Transit). Поїзди та автобуси з'єднують місто з усіма передмістями великого Торонто. Автобусних маршрути організації Онтаріо Нортленд (Ontario Northland) прямують у напрямку північної частини провінції Онтаріо.

### Паратранзит
Віл Транс (Wheel-Trans) — це спеціалізована доступна транспортна служба Торонто, надана компанією ТКТ. Вона включає доступ до транспортування людей з фізичними вадами, використовуючи власний автопарк спеціально обладнаних мікроавтобусів. ТКТ також керує маршрутами спільноти, що нараховують близько 400 напрямків.

### Поромна система
Поромні шляхи Торонто з'єднують острови Торонто в озері Онтаріо з материком, на якому розташоване місто. Туристи можуть потрапити на острів, а жителі острова мають змогу потрапити на материк завдяки паромному терміналу Джек Лейтон (Jack Layton Ferry Terminal). Поромні та пішохідні тунелі з рухомими проходами забезпечують доступ до міського аеропорту Торонто Біллі Бішоп (Billi Bishop Toronto City Airport), розташованих на західному кінці острова на вулиці Батерст (Bathurst Street).

### Система метрополітену
Основна система метрополітену ТКТ складається з двох простих ліній: U- подібна 1 лінія, що простягається від станції вулиця Йонге (Yonge Street) до станції Університет та східно-західної 2 лінії з вулиці Блур (Bloor) до району Данфорт (Danforth), яка проходить уздовж головних вулиць і єднає найвіддаленіші околиці міста з центральною частиною. Кожна лінія метро також з'єднується з додатковим каналом біля одного з його зовнішніх кінців:4 лінія Шеппард (Sheppard) на півночі та 3 лінія Скарборо (Scarborough) на сході; Остання, з перерахованих ліній використовує особливу технологію — транзитну систему середньої потужності, що використовує рухомий склад S-серії. Західна 1 лінія навіть виходить за межі центра Торонто від вулиці Стілс (Steels Avenue) до Вогана (Vaughan), на станції метрополітену Воган (Vaughan).
- Диліжа́нс — вид чотириколісного пасажирського або поштового транспортного засобу на жорсткій підвісці, який тягнула четвірка коней, що широко використовувався перед введенням залізничного транспорту.
- Франшиза — об'єкт договору франчайзингу, комплекс благ, що складається з прав користування брендом і бізнес-моделлю франчайзера, а також інших благ, необхідних для створення та ведення бізнесу.
- Франчайзинг — це «оренда» товарного знака або комерційного позначення. Використання франшизи регламентується договором між франчайзером (той, хто надає франшизу) і франчайзі (той, хто її отримує).
- «Голден-Хорсшу» — назва найбільш густонаселеною агломерації Канади, розташованої на півдні провінції Онтаріо і навколишнього в формі кінської підкови північно-західне узбережжя озера Онтаріо. Ядро підкови формує місто Торонто.